# Edward Clason
Edward Claës Herman Clason, född 17 oktober 1829 på Furudals bruk i Ore socken, Kopparbergs län, död 10 oktober 1912 i Uppsala, var en svensk läkare och professor. Han tillhörde släkten Clason och var far till historikern Sam. Clason, farbror till arkitekten Isak Gustaf Clason och sonsonsson till Isaac Clason.

## Biografi
Clason blev student vid Uppsala universitet 1849, medicine kandidat 1857, medicine licentiat 1861 och medicine doktor 1862, sedan han 1861 utgivit avhandlingen Om ryggradskrökningarnes ætiologi. Clason var tillförordnad prosektor vid anatomiska institutionen läsåren 1861–1863, förordnades 1862 till docent och 1863 till adjunkt i anatomi och fysiologi samt utnämndes 1882 till professor i anatomi, efter att en längre tid, sedan 1877 såsom e.o. professor, ha förestått de till den anatomiska professuren hörande läraråliggandena. Han erhöll 1897 avsked från professuren, men kvarstod såsom extra lärare vid universitetet. Han blev ledamot av Vetenskapssocieteten i Uppsala 1873 och av Vetenskapsakademien (1887). Anatomiska institutionens museum fullkomnades genom den mängd värdefulla föremål Clason tillförde detta. Bland hans skrifter märks, utom den nämnda, Om menniskohjernans vindlar och fåror (i Uppsala universitets årsskrift, 1868), Reseberättelse (ibid., 1873), Die Morphologie des Gehörorgans der Eidechsen (i Hasses "Anatomische Studien", 1871) samt ett stort antal avhandlingar i Uppsala läkarförenings förhandlingar.
Edward Clason är begravd på Uppsala gamla kyrkogård.